# Серра-ди-Фьюморбо
Серра-ди-Фьюморбо (фр. Serra-di-Fiumorbo, корс. Sarra di Fiumorbu) — коммуна во Франции, находится в регионе Корсика. Департамент коммуны — Верхняя Корсика. Входит в состав кантона Прунелли-ди-Фьюморбо. Округ коммуны — Корте.
Код INSEE коммуны — 2B277.

## Население
Население коммуны на 2008 год составляло 304 человека.
| 1962 | 1968 | 1975 | 1982 | 1990 | 1999 | 2008 |
| ---- | ---- | ---- | ---- | ---- | ---- | ---- |
| 266  | 292  | 214  | 201  | 205  | 620  | 304  |

## Экономика
В 2007 году среди 184 человек в трудоспособном возрасте (15—64 лет) 110 были экономически активными, 74 — неактивными (показатель активности — 59,8 %, в 1999 году было 59,3 %). Из 110 активных работали 93 человека (53 мужчины и 40 женщин), безработных было 17 (7 мужчин и 10 женщин). Среди 74 неактивных 11 человек были учениками или студентами, 22 — пенсионерами, 41 были неактивными по другим причинам.